# Mesah
Mesah is een bestuurslaag in het regentschap Rokan Hilir van de provincie Riau, Indonesië. Mesah telt 873 inwoners (volkstelling 2010).